# 田中誠 (漫画家)
田中 誠（たなか まこと、1960年12月8日 - ）は、日本の漫画家。東京都中野区出身。父親は公務員で母親は敬虔なプロテスタントのクリスチャンという。

## 来歴
地元の高校を経て、東京デザイナー学院を卒業後、独学して1988年に『モーニング』前期コミックオープン大賞（第18回ちばてつや賞の「ちばてつや大賞」）を受賞した。間もなく、『週刊モーニング』6月発売号で『ギャンブルレーサー』の連載を開始する。これがヒットし、長期連載となった。2002年に『イブニング』に移転し、リニューアルした『二輪乃書 ギャンブルレーサー』と併せて18年間も続いたが、それも『イブニング』2006年4号で連載終了が決定し、その終止符を打つ。
半年近く経って、以前から自身の趣味でもあった高校野球のストーリーを描いた『実録!関東昭和軍』が、『モーニング』31号から5週連続で自身の新開拓の漫画として掲載された。内容は戦前の軍隊教育のように過酷な体罰奨励の立場にいて戦いと称して、命がけで甲子園を目指すために手段を選ばない高校球児のヒューマン・コメディとして描かれた漫画である。当初、予定通りに5週連続で掲載は終了したが、40号から正式に連載が開始され、2008年の10号まで1年余り連載が続いた。
『ビッグコミック増刊号』2008年12月17日号より2009年10月17日号まで、競艇選手の妻とプロ野球選手の夫の、プロアスリートとしての誇りと家事・育児の押し付け合いを懸けたバトルを描く『プロの生活』を連載。
文藝春秋刊行の『Sports Graphic Number』に、田中誠一のペンネームで『Number』という3コマ漫画を連載していた時期もある。内容は主に競輪であった。
2009年10月に古巣の『モーニング』で、ホームコメディの『ボクラハナカヨシ』を掲載したが、翌2010年10月に終了した。
2013年12月に『アサヒ芸能』（徳間書店）で、『ギャンブルレーサー』の続編、『セカンドレーサー』の連載を開始し、2015年3月に連載終了した。

## 作品リスト
- ギャンブルレーサー（モーニング、講談社）
  - 二輪乃書 ギャンブルレーサー（イブニング、講談社）
  - ギャンブルレーサー第二の人生 セカンドレーサー（週刊アサヒ芸能、徳間書店）
- 我が家のささえ（月刊アフタヌーン、講談社）
- 実録!関東昭和軍（モーニング）
- プロの生活（ビッグコミック増刊号、小学館）
- いい僧侶（近代麻雀、竹書房）
- ボクラハナカヨシ（モーニング、講談社）